# إقليم بيلاجونيا

خريطة أقاليم مقدونيا الشمالية الإحصائية.

منطقة بيلاجونيا الإحصائية (بالمقدونية: Пелагониски регион) هي واحدة من ثماني أقاليم إحصائية في شمال مقدونيا، تقع في الجزء الجنوبي الغربي من البلاد على طول سهل بيلاجونيا. وتحدها اليونان وألبانيا، أما داخليا يحدها الإقليم الجنوبي الغربي وإقليم فاردار.

## البلديات

خريطة بلديات المنطقة

تنقسم منطقة بيلاجونيا الإحصائية إلى 9 بلديات:
- بيتولا
- دمير حصار
- بلدية دولنيني
- Krivogaštani [الإنجليزية]
- كروشيفو
- موغيلا
- نوفاسي
- بلدية بريليب
- Resen [الإنجليزية]

## التركيبة السكانية

خريطة للأغلبية العرقية في المنطقة

### تعداد السكان
يبلغ عدد سكان منطقة بيلاجونيا الإحصائية 238,136 مواطنًا ، أو 11.8 ٪ من سكان جمهورية شمال مقدونيا ، وفقًا لتعداد عام 2002.
| سنة التعداد | تعداد السكان | التغير   |
| ----------- | ------------ | -------- |
| 1994        | 214709       | لا يوجد  |
| 2002        | 238،136      | + 10.91٪ |

### الأعراق
أكبر مجموعة عرقية في المقاطعة هم المقدونيون .